# Leopold Schagerl
Leopold Schagerl (* 10. Juli 1941 in Sankt Anton an der Jeßnitz; † 10. Dezember 2024) war ein österreichischer katholischer Geistlicher und Generalvikar der Diözese St. Pölten.

## Leben
Leopold Schagerl besuchte das Stiftsgymnasium Melk und absolvierte anschließend in St. Pölten sein Philosophie- und Theologiestudium. Am 29. Juni 1966 wurde Leopold Schagerl zum Priester geweiht.
Zunächst war er Kaplan in Mank (1966–1969) und Gföhl (1969–1971), ehe er 1971 als Kaplan nach Oberwölbling kam, wo er 1973 Administrator und 1975 Pfarrer wurde. Am 1. Juli 1983 wurde er auch zum Dechant des Dekanates Oberwölbling ernannt.
Mit 1. März 1992 wurde Leopold Schagerl von Bischof Kurt Krenn zum Direktor des Bauamtes der Diözese St. Pölten bestellt und mit Wirkung vom 16. Februar 1994 zum Direktor der Finanzkammer der Diözese.
Monsignore Leopold Schagerl war ab 1994 Mitglied im Konsistorium, dem obersten Beratungsgremium des Bischofs, Mitglied im Diözesanwirtschaftsrat, in den Kuratorien der Caritas, des Bildungshauses St. Hippolyt, der Pädagogischen Akademie und des Bildungshauses St. Benedikt in Seitenstetten.
Kanonikus Prälat Leopold Schagerl wurde mit 15. November 2004 von Bischof Klaus Küng zum Generalvikar der Diözese St. Pölten ernannt. Gleichzeitig wurde Prälat Schagerl, der zuletzt Finanzkammerdirektor der Diözese war, zum Moderator der Kurie gemäß can. 473 CIC 1983 bestellt. Das Amt des Generalvikars übte Schagerl bis Ende August 2008 aus; dann folgte ihm Eduard Gruber nach.
2010 trat er in den Ruhestand.